# Saskia Pfaeltzer

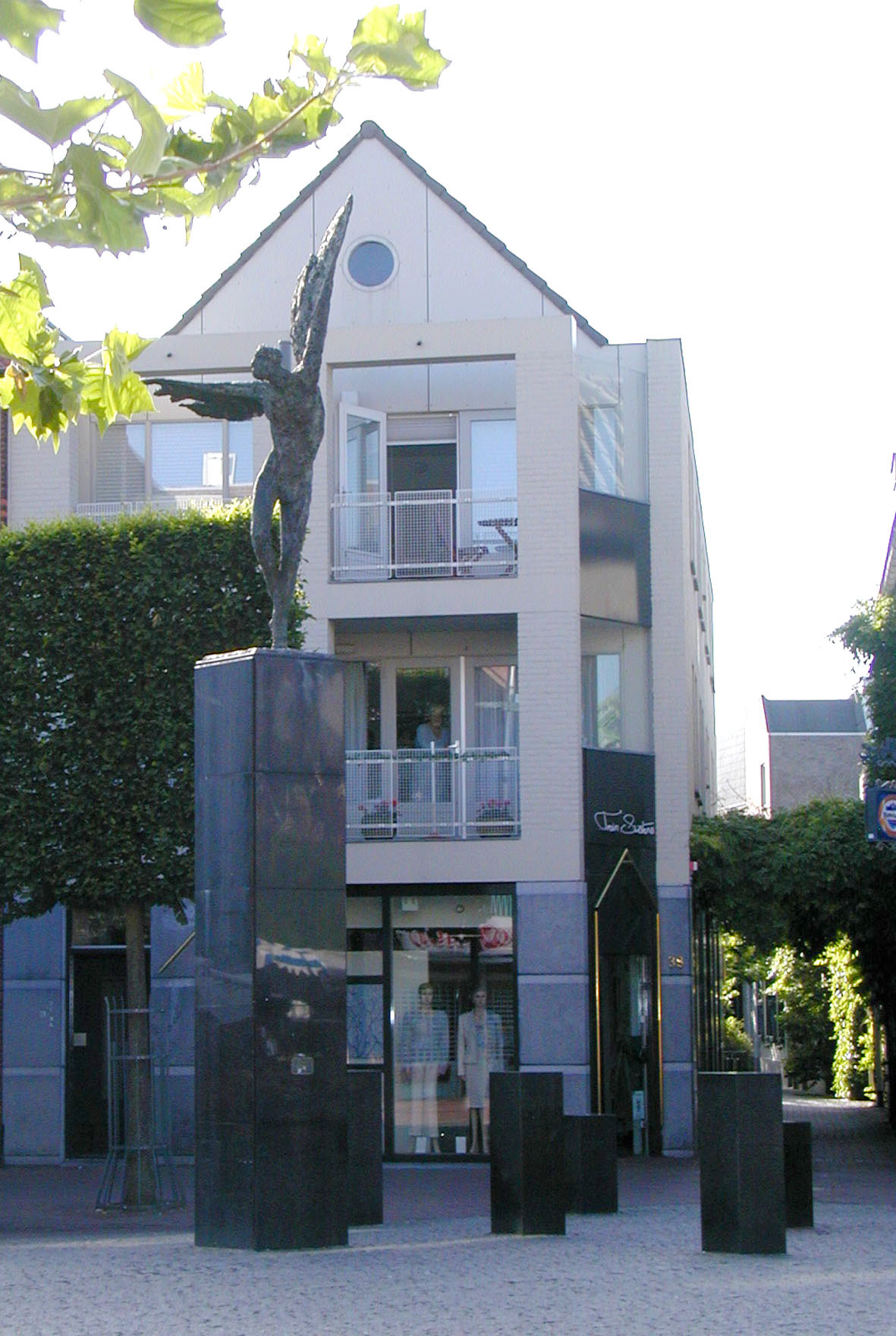
Wolkenjager (1995), Markt in Helmond

Saskia Pfaeltzer (Hilversum, 27 juni 1955) is een Nederlands schilderes en beeldhouwster.

## Biografie
Pfaeltzer werd op 27 juni 1955 geboren in Hilversum. Van 1973 tot 1980 volgde ze een opleiding beeldhouwen en monumentaal schilderen aan de Rijksakademie van Beeldende Kunsten te Amsterdam. Vanaf 1990 bracht ze gedurende vijftien jaar meerdere maanden per jaar door op de Nederlandse Antillen, op Sint-Maarten en Sint Eustatius. De invloed van de Antilliaanse leefwijze is duidelijk terug te vinden in haar werk uit deze periode.
Pfaeltzer werkte ook in Jingdezhen (China) aan een collectie porseleinen beelden en borden. Pfaeltzer werkt in Amsterdam.

## Opleiding
Pfaeltzer's artistieke ontwikkeling begon met boetseerlessen door beeldhouwer Jan Broerze te Baarn. Op de Rijksakademie beeldhouwde ze onder leiding van Piet Esser, Paul Grégoire en Theresia van der Pant. Ook studeerde Pfaeltzer in deze periode aan de Faculteit Monumentaal Schilderen onder leiding van Harry op de Laak.

## Solo- en groepsexposities (selectie)
- Galerie De Twee Pauwen, Den Haag, 1993-heden
- Galerie Delfi Form, Zwolle, 1996-heden
- Galerie Helga Hofman, Alphen aan den Rijn, 1996-heden
- Giardino Galerie & Beeldentuin, Berg en Terblijt, 2003-heden
- Sanbao Ceramic Art Gallery, Jingdezhen, China, 2012-heden
- Galerie A-Quadraat, Vorden, 2013-heden
- Galerie Amsterdam, Amsterdam 2017-heden

## Werken op publieke plaatsen (selectie)
- Willem Arntsz Hoeve, Den Dolder, Vogelman (1987), brons
- Museum Jan Cunen, Oss, Heksensabbat (1990), brons
- Marktplein, Helmond, Wolkenjager (1995), brons[1]
- Rabobank Amsterdam, Reclining man (1996), brons
- Marktplein, Geldermalsen, Menuet III (1996), brons
- Museum Kurá Hulanda, Willemstad (Curaçao), Caribisch mannenhoofd (1998), brons; Vogelman III (1998), brons
- Dorpsplein, Steensel (gemeente Eersel), Drie Schikgodinnen (2004), brons
- Boscotondoplein, Helmond, De Waterman (2005), fontein[2]
- Musiom, Amersfoort, vanaf 2018 opgenomen in museumcollectie